# United States Ship

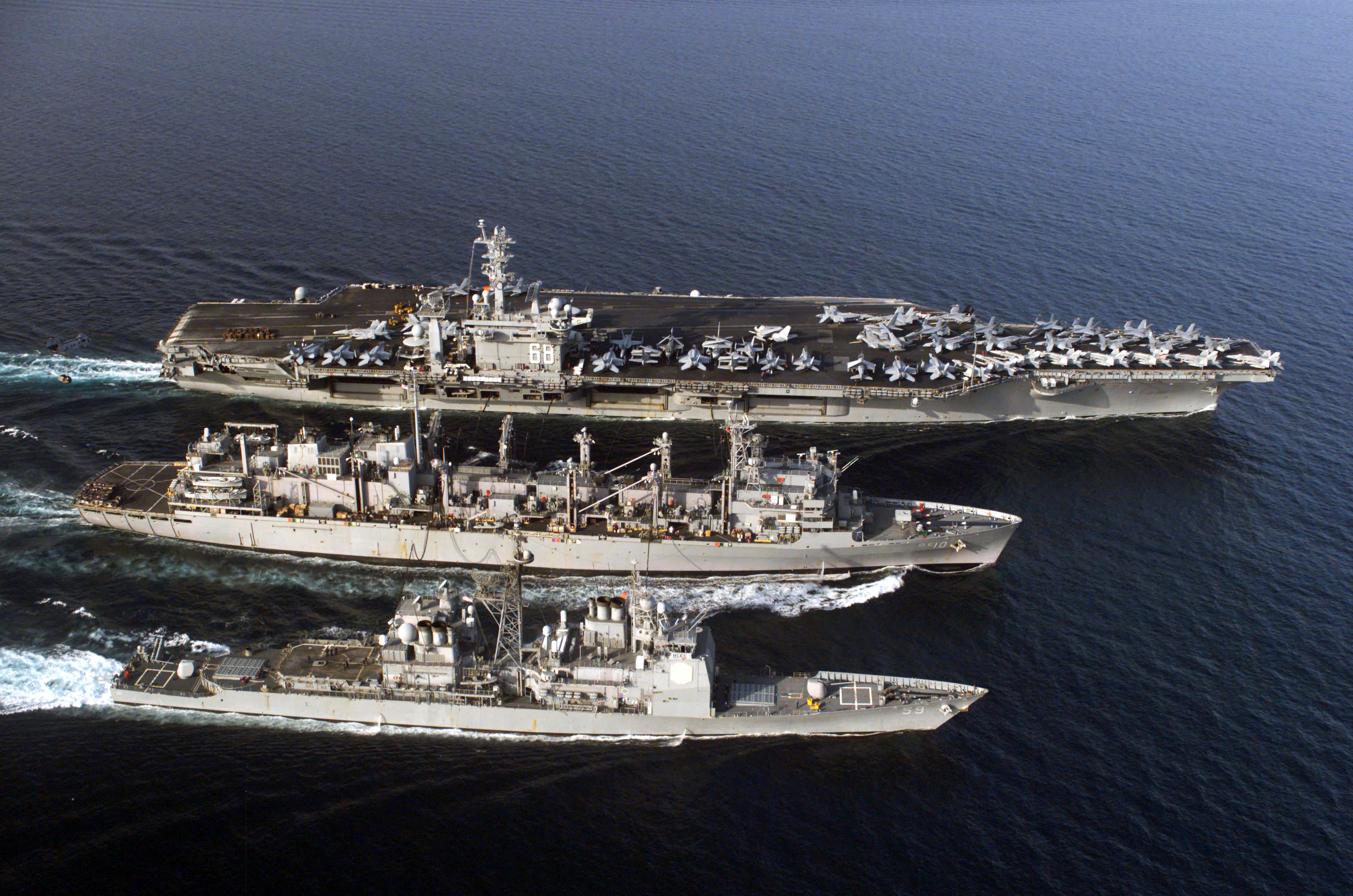
Der Flugzeugträger Nimitz (oben) und der Lenkwaffenkreuzer Princeton (unten) werden vom Versorgungsschiff Bridge mit Nachschub versorgt

United States Ship (englisch Schiff der Vereinigten Staaten) ist die amtliche Bezeichnung beziehungsweise Anrede in Form eines Präfixes vor dem Schiffsnamen, die die Marine der Vereinigten Staaten für ihre im Dienst befindlichen Kriegsschiffe verwendet.

## Namensgebung
Die Namen der United States Ships werden vom Marinestaatssekretär, der dem Verteidigungsminister der Vereinigten Staaten unterstellt ist, vergeben. Das dann während der Indienststellungszeit dem Schiffsnamen voranzustellende Präfix „USS“ basiert auf der Executive Order 549 vom 8. Januar 1907 durch Präsident Theodore Roosevelt, die der 

„uniformity in the matter of designating naval vessels“

„Vereinheitlichung der Bezeichnung/Ansprache von Militärschiffen“

 dienen soll. Am 14. September 1990 wurden die bis jetzt gültigen „United States Navy Regulations“ veröffentlicht, die alle vorherigen Richtlinien, Anordnungen oder Befehle ersetzten. Hiernach wird die Vergabe des Präfix in Article 0406 „Naval Vessel Register, Classification of Naval Craft and Status of Ships and Service Craft“ der Navyrichtlinien für die Bezeichnung der Schiffe gültig.